# Sanggrahan (Boyolangu)
Sanggrahan is een bestuurslaag in het regentschap Tulungagung van de provincie Oost-Java, Indonesië. Sanggrahan telt 2496 inwoners (volkstelling 2010).